# Lavorare stanca
Lavorare stanca è una raccolta di poesie dello scrittore Cesare Pavese pubblicata nel 1936.

## Contenuto

### Prima sezione: "Antenati"
Nella prima sezione intitolata gli Antenati si avvertono i temi e gli spunti che saranno poi quelli della sua narrativa e che sono già fissati nella poesia di apertura dell'intera raccolta, "Mari del Sud", dove i motivi centrali sono il ritorno alle Langhe del cugino dopo aver fatto fortuna e il ritorno al periodo felice dell'infanzia del poeta stesso. Si delinea quindi già la tipica dualità pavesiana tra campagna e città sinonimi di infanzia e maturità. La prima intesa come momento magico e la seconda come segno di senso di colpa e fallimento.
Il tema del silenzio e della solitudine che arriva alla incomunicabilità si avverte già nella passeggiata che il poeta e il cugino fanno sulle colline nell'ora del crepuscolo mentre la figura del cugino, così sicuro di sé, amante dell'avventura ma anche gran lavoratore, è, come scrive Michele Tondo "... prima delineazione della figura dell'antagonista, emblematica di quella "maturità" che è tutto e che Pavese sembra sempre inseguire".
Nelle altre poesie della sezione prende consistenza il tema della collina, luogo tra i più significativi per Pavese, dove il ragazzo ha ricevuto i suoi primi insegnamenti sul mondo. Le situazioni preferite sono quelle che possono essere definite mitiche, come i riti dei contadini, la primaria violenza delle passioni, la sessualità, il sangue e la morte.

Il linguaggio delle poesie di questa prima sezione è di un esasperato realismo, quasi a voler dimostrare il proprio antiliricismo, che viene spezzato dall'ultima poesia del gruppo intitolata "La notte" che possiede "una purezza elegiaca straordinaria"

### Seconda sezione: "Dopo"
In questa sezione quindici testi sono nuovi rispetto alla edizione di Solaria e sono inseriti tre testi che erano stati da lui stessi esclusi nella prima raccolta perché estranei allo stile della poesia-racconto. In questa sezione infatti, Pavese riprende lo stile lirico della poesia più adatto al tema di queste poesie incentrato, come scrive Italo Calvino, sul "motivo amoroso e sessuale in un tono di contemplazione e malinconia" Malinconia dovuta alla consapevolezza che il legame con una donna, unica speranza per riuscire ad evitare la solitudine, sia per il poeta impossibile.

### Terza sezione: "Città in campagna"
In questo gruppo, che è il più cospicuo di tutta la raccolta, (esso comprende infatti ben diciannove testi) il poeta cerca di stabilire un punto di contatto con gli altri riprendendo quelle forme narrative basate sulla poesia-racconto della sua prima poetica.

In esse si avverte l'ideologia e l'impegno politico dell'autore che descrive la fatica disumana dei lavoratori, sia contadini che operai.
Nella poesia "Crepuscolo di sabbiatori", il verso, composto in prevalenza da sedici sillabe, prosegue lento quasi a mettere in evidenza il senso della fatica e dei pensieri che passano nella mente dei sabbiatori per renderla accettabile.

### Quarta sezione: "Maternità"
Nelle poesie che fanno parte del gruppo "Maternità" è ancora la donna ad essere la protagonista, questa volta vista come madre, simbolo della fecondità che si accomuna alla madre terra. Il senso della vita che si rinnova attraverso le generazioni risalta nella poesia di apertura, dove la donna che 
ora guarda la figlia che 
Ancora permane il tema sessuale visto come bisogno di comunicazione che però diventa motivo di frustrazione nel momento in cui il poeta raggiunge la certezza che il sesso non è sufficiente per infrangere la barriera della incomunicabilità
Altro tema dominante è ancora il bisogno disperato di una compagna
e quello della donna vista come una creatura inafferrabile.

### Quinta sezione: "Legna verde"
I sette testi che compongono la quinta sezione sono incentrati sul tema sociale e politico. Scritti fra il 1934 e il 1935, tranne "Fumatori di carta" che risale al 1932, esse dimostrano l'ideologia politica di Pavese. Nella poesia "Una generazione" il poeta sente di appartenere a quel gruppo che ha subito tutte le violenze del periodo fascista. Pavese ricorda l'eccidio del 18 dicembre 1922 compiuto dalle squadre fasciste quando egli aveva quattordici anni e compone una lirica di grande intensità
dove al ricordo stilato all'imperfetto si sostituisce il tempo presente con il ricordo del poeta ormai adulto
La lirica si conclude con la conclusione tragica, che è anche una protesta, composta di cinque versi al presente reale
che denuncia con chiarezza la posizione politica dell'autore.

### Sesta sezione: "Paternità"
In questa sezione Pavese ha raccolto alcune poesie scritte a Brancaleone Calabro con l'aggiunta di due poesie scritte rispettivamente nel 1934 e nel 1940 dove si ritrovano i temi fondamentali ormai non solo immaginati ma sperimentati su se stesso mentre si trovava al confino: la solitudine e l'incomunicabilità. Il gruppo, come scrive Michele Tondo "vuole contrapporsi al gruppo "Maternità", come alla terra, a cui viene assimilata la donna-madre, è contrapposto il mare, che è lo sfondo consueto dell'uomo solo, ed è il simbolo della sterilità". Sterilità diventa quindi per il poeta sinonimo di solitudine
mentre il mare "inutile" dei primi versi rappresenta l'inutilità della vita per chi rimane solo e riconduce ai versi della poesia eponima "Lavorare stanca"

## Storia editoriale
La raccolta venne pubblicata per la prima volta all'inizio del 1936 a Firenze per le Edizioni di Solaria a cura di Alberto Carocci. Riuniva tutte le poesie scritte da Pavese a partire dal 1931 (anche se la prima poesia con la quale inizia la raccolta, "Mari del Sud", risale al 1930) per un totale di quarantacinque poesie.
Nel 1943 Pavese rivide la raccolta, la arricchì di altre poesie, ne tolse sei delle precedenti ed uscì così per l'Einaudi una nuova edizione composta da settanta poesie, diversamente ordinate e con una Appendice dell'autore composta da due studi: A proposito di certe poesie non ancora scritte e Il mestiere di poeta.

Questa nuova edizione è suddivisa in sei sezioni che prendono il nome dal titolo della poesia iniziale: Antenati, Dopo, Città in campagna, Maternità, Legna verde, Paternità.
L'intera raccolta venne poi inclusa in Poesie a cura di Massimo Mila, Einaudi, Torino, 1961, e nel 1962 in Poesie edite e inedite, sempre dall'Einaudi, curate da Italo Calvino; nel 1968 poi nel volume I delle Opere di Cesare Pavese e nel volume Le poesie curate da Mariarosa Masoero con una introduzione di Marziano Guglielminetti.

## Analisi dell'opera
Calvino, nella sua introduzione all'opera dice che per comprendere il titolo della raccolta bisognerebbe avere letto I Sansôssí di Augusto Monti:

La poesia che apre la raccolta è dedicata proprio ad Augusto Monti. Si intitola I mari del sud e in essa è palesata l'influenza del maestro di liceo quanto quella di Whitman.
Camminiamo una sera sul fianco di un colle,
in silenzio. Nell'ombra del tardo crepuscolo
mio cugino è un gigante vestito di bianco,
che si muove pacato, abbronzato nel volto,
taciturno. Tacere è la nostra virtù.
[...]
Vent'anni è stato in giro per il mondo.
Se n'andò ch'io ero ancora un bambino portato da donne
e lo dissero morto.
[...]
Mio cugino è tornato, finita la guerra,
gigantesco, fra i pochi. E aveva denaro.
[...]
Spiegò poi a me,
quando fallì il disegno, che il suo piano
era stato di togliere tutte le bestie alla valle
e obbligare la gente a comprargli i motori.
«Ma la bestia» diceva «più grossa di tutte,
sono stato io a pensarlo. Dovevo sapere
che qui buoi e persone son tutta una razza».
[...]

Nella quarta strofa della stessa poesia si concentra la contrapposizione campagna-città (o fanciullezza-vita adulta) che tanto ha peso nella poetica di Pavese.
Oh da quando ho giocato ai pirati malesi,
quanto tempo è trascorso. E dall'ultima volta
che son sceso a bagnarmi in un punto mortale
e ho inseguito un compagno di giochi su un albero
spaccandone i bei rami e ho rotta la testa
a un rivale e son stato picchiato,
quanta vita è trascorsa. Altri giorni, altri giochi,
altri squassi del sangue dinanzi a rivali
più elusivi: i pensieri ed i sogni.
La città mi ha insegnato infinite paure:
una folla, una strada mi han fatto tremare,
un pensiero talvolta, spiato su un viso.
Sento ancora negli occhi la luce beffarda
dei lampioni a migliaia sul gran scalpiccio.

La stessa tematica è sviscerata nella poesia Gente che non capisce, dove Gella, che abita in campagna ma lavora in città, è
[...] stufa di andare e venire, e tornare la sera
e non vivere né tra le case né in mezzo alle vigne.

Le poesie della raccolta, unica e atipica nel repertorio poetico contemporaneo, si aprono su un nuovo modo narrativo, quello della poesia-racconto, dando inizio ad una nuova sperimentazione sia dal punto di vista tecnico che metrico. Lo spunto all'utilizzo di un verso molto cadenzato di tredici o sedici sillabe, gli viene offerto in parte dal verso colloquiale dei crepuscolari e dal verso libero whitmaniano di Leaves of Grass ("Foglie d'erba", 1855), con una soluzione comunque estremamente personale e innovativa. In controtendenza con l'Ermetismo contemporaneo, Pavese sceglie un metro e uno stile caratterizzati da trasparenza e immediatezza comunicativa.

## Edizioni
- Lavorare stanca, a cura di Alberto Carocci, Firenze, Edizioni di Solaria, 1936, SBN BVE0283642 (Contiene 45 poesie).
- Lavorare stanca, Nuova edizione aumentata, Torino, Giulio Einaudi editore, 1943, SBN CUB0431399 (Contiene 70 poesie).
- Poesie: Lavorare stanca; Verrà la morte e avrà i tuoi occhi, prefazione di Massimo Mila, Torino, Giulio Einaudi editore, 1961, SBN RAV1327038.
- Lavorare stanca, collana Collezione di poesia, Einaudi, 2001, ISBN 88-06-15947-X.
- Lavorare stanca, a cura di Alberto Bertoni, note al testo di Elena Grazioli, collana Interno Novecento, Latiano, InternoPoesia, 2021, ISBN 978-88-85583-59-7.